# Lyx
Lyx (av franska luxe, av latin luxus, slöseri, prakt), överflödig förbrukning av naturens eller det mänskliga arbetets alster; överdriven ståt, yppighet, prakt.

## Historik
Nationalekonomerna har gett en mångfald skiftande definitioner av begreppet lyx. Adam Smith hänförde till lyxföremål alla nyttigheter, som kunde umbäras, det vill säga som inte genom naturens ordning eller gällande sedvänja blivit nödvändighetsartiklar. Men han dömde endast ut det omåttliga bruket av lyxföremål som hämmade kapitalbildningen. I övrigt har nationalekonomerna betecknat lyxen dels som "öfverflödiga njutningar", dels som konsumtion av det, som "på en och samma gång är dyrt och öfverflödigt" (Lavelaye, en avgjord motståndare till den sålunda definierade lyxen) och så vidare. Ingen absolut gränslinje kan dras mellan nödvändighets- och bekvämlighetsmedel, ännu mindre mellan bekvämlighet och lyx. Och särskilt begreppet lyx växlar från tidevarv till tidevarv, från nation till nation, från samhällsklass till samhällsklass.
Sedan urminnes tider ända fram till slutet av 1700-talet stiftades i skilda länder och även i Sverige lagar mot lyxen. Samma lagstiftningsväg fortsattes, fastän med andra förutsättningar, beträffande rusdryckerna. I ganska stor utsträckning förekommer lyxbeskattning eller, med andra ord, skattebeläggning av förbrukningsföremål, bekvämlighets- och njutningsmedel, som av vederbörande lagstiftare anses överstiga de genomsnittliga behoven.
Konsumtionsskatter (punktskatter) används ofta för att styra konsumtionen i en riktning som lagstiftaren anser önskvärd.